# Fronteira dos Vales
Fronteira dos Vales é um município brasileiro do estado de Minas Gerais. Sua população estimada em 2022 era de 4.345 habitantes. A economia gira em torno da pecuária e de empregos públicos. Os principais ramos políticos se denominam de 'Pé Rachado' e 'Pé Liso', os quais representam os trabalhos e representantes da elite agropecuária da cidade. Para as novas eleições haverá mais dois ramos políticos. Suas principais comunidades são: Monte Castelo, Andaraí, Ventania, Santa Rosa, Nunes, Córrego do Prejuízo, Pedras e Barragem. O pico está a 1.186 m, denominado pedra da Velha Manoela, que era moradora do local  . Seu principal rio, o Pampã, fornece água para toda a cidade. Seu principal ponto natural de lazer é a Cachoeira do Córrego Novo. No entanto, a cidade tem mais de 100 cachoeiras, dentre privadas e públicas. A principal época atrativa é o São João, quando diversos conterrâneos voltam à cidade para reencontrar familiares e trazem visitantes. 
Ainda a cidade destaca-se pela existência de três comunidades quilombolas 
Seus principais rios são: Pampã e Alcobaça.